# Santa Mariña de Froxanes
Santa Mariña de Froxanes (llamada oficialmente Santa Mariña de Froxais) es un lugar situado en la parroquia de San Martín, del municipio español de Viana del Bollo, en la provincia de Orense, Galicia.

## Demografía
| Gráfica de evolución demográfica de Santa Mariña de Froxanes entre 2000 y 2023 |
|                                                                                |
| Datos según el nomenclátor publicado por el INE.                               |